# Стадион Олимпико (Риобамба)
Стадион Олимпико (Риобамба) (шп. Estadio Olímpico de Riobamba)  је фудбалски стадион у Риобамби, Еквадор. Углавном се користи за фудбалске утакмице. То је дом фудбалског клуба Центро Депортиво Олмедо. Поред фудбала, стадион се користи и за друге спортске активности.

## Историја
Стадион је свечано отворен 14. марта 1926. године под именом Естадио Олимпико Мунисипал. 1973. године стадион је реновиран и добио је садашње име. 1995. године на стадиону су се играле неке од утакмица Светског првенства у фудбалу до 17 година. Године 2001. стадион је поново реновиран за првенство Јужне Америке до 20 година.